# Ixodes (Exopalpiger)
Ixodes (Exopalpiger) – podrodzaj roztoczy z rzędu kleszczy i rodziny kleszczowatych.
Exopalpiger wyróżnia się wśród innych przedstawicieli rodzaju Ixodes występowaniem archaicznych cech morfologicznych i zoogeograficznych oraz prymitywnym typem pasożytnictwa. Charakterystyczne cechy budowy obejmują: obecność zesklerotyzowanej tarczki sternalnej u nimf i dorosłych samic, obecność silnie zbudowanych wyrostków środkowych i brzuszno-bocznych na pierwszym członie nogogłaszczków u larw, nimf i dorosłych samic oraz przykrycie tylnej części przynajmniej pierwszej i drugiej pary bioder kutykularnym fałdem (tzw. syncoxae) u nimf i dorosłych obu płci.
Gatunki z tego podrodzaju są pasożytami głównie ewolucyjnie starych grup ssaków, jak stekowce, torbacze i owadożerne. Ich typ pasożytnictwa należy do najprymitywniejszych wśród kleszczowatych.
Kleszcze te występują na wszystkich kontynentach, z wyjątkiem Ameryki Północnej i Antarktydy. W Europie występuje tylko kleszcz gryzoni, zasiedlający większą jej część z wyjątkiem północy. W Azji występują w rejonie Kaukazu oraz w równoleżnikowym pasie od środkowego Uralu po Bajkał. W krainie australijskiej zamieszkują Nową Gwineę, południową część Australii, Tasmanię i Nową Zelandię. W Afryce zasiedlają większość części subsaharyjskiej. Ponadto występują w północno-zachodniej części Ameryki Południowej.
Należą tu m.in.:
- Ixodes antechini
- Ixodes fecialis
- Ixodes ghilarovi
- Ixodes jonesae[7]
- Ixodes prissicollaris
- Ixodes trianguliceps – kleszcz gryzoni
- Ixodes vestitus